# Армійська авіація

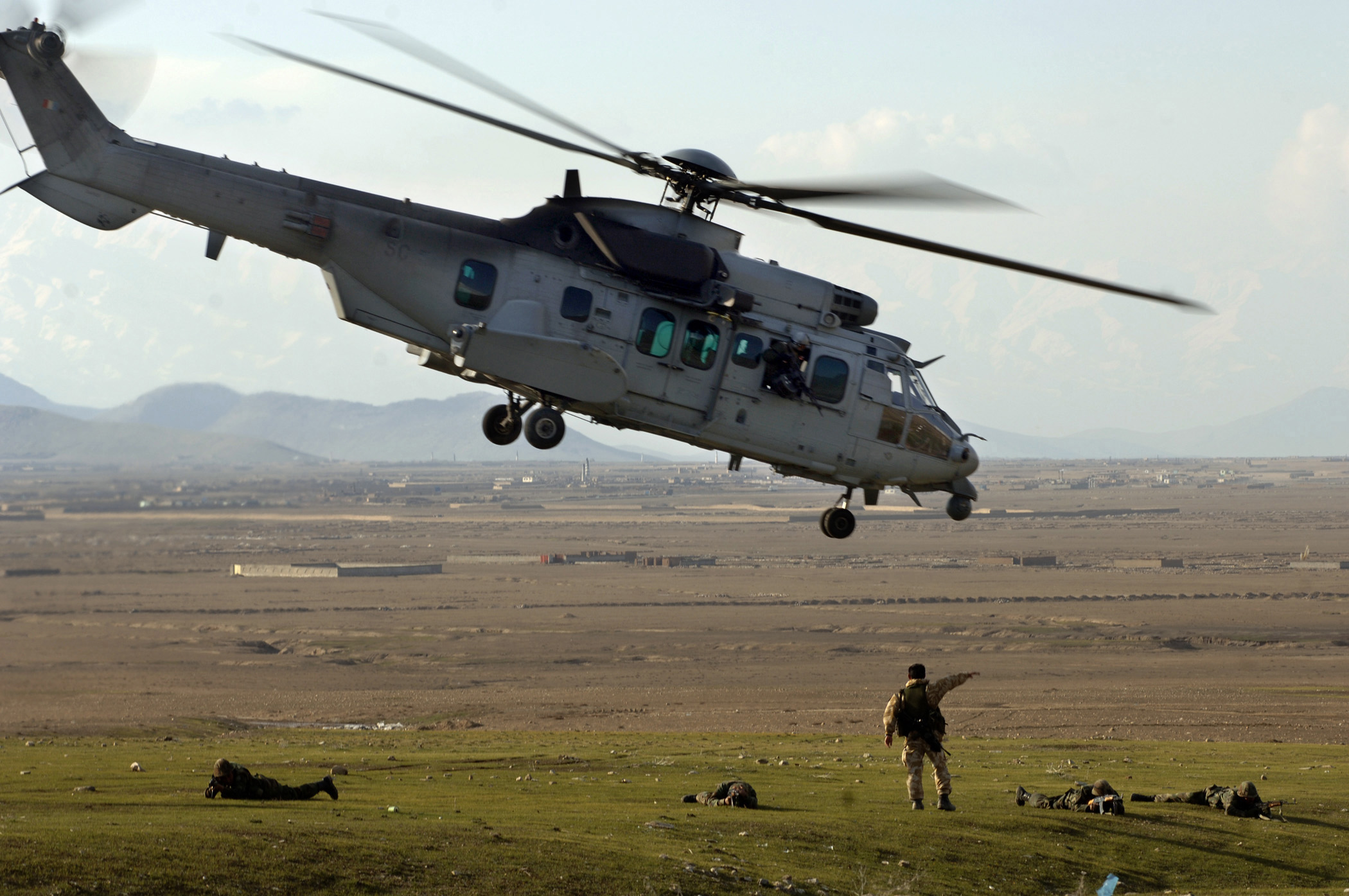
Французький вертоліт армійської авіації AS 532 «Кугуар» під час виконання бойового завдання в Афганістані

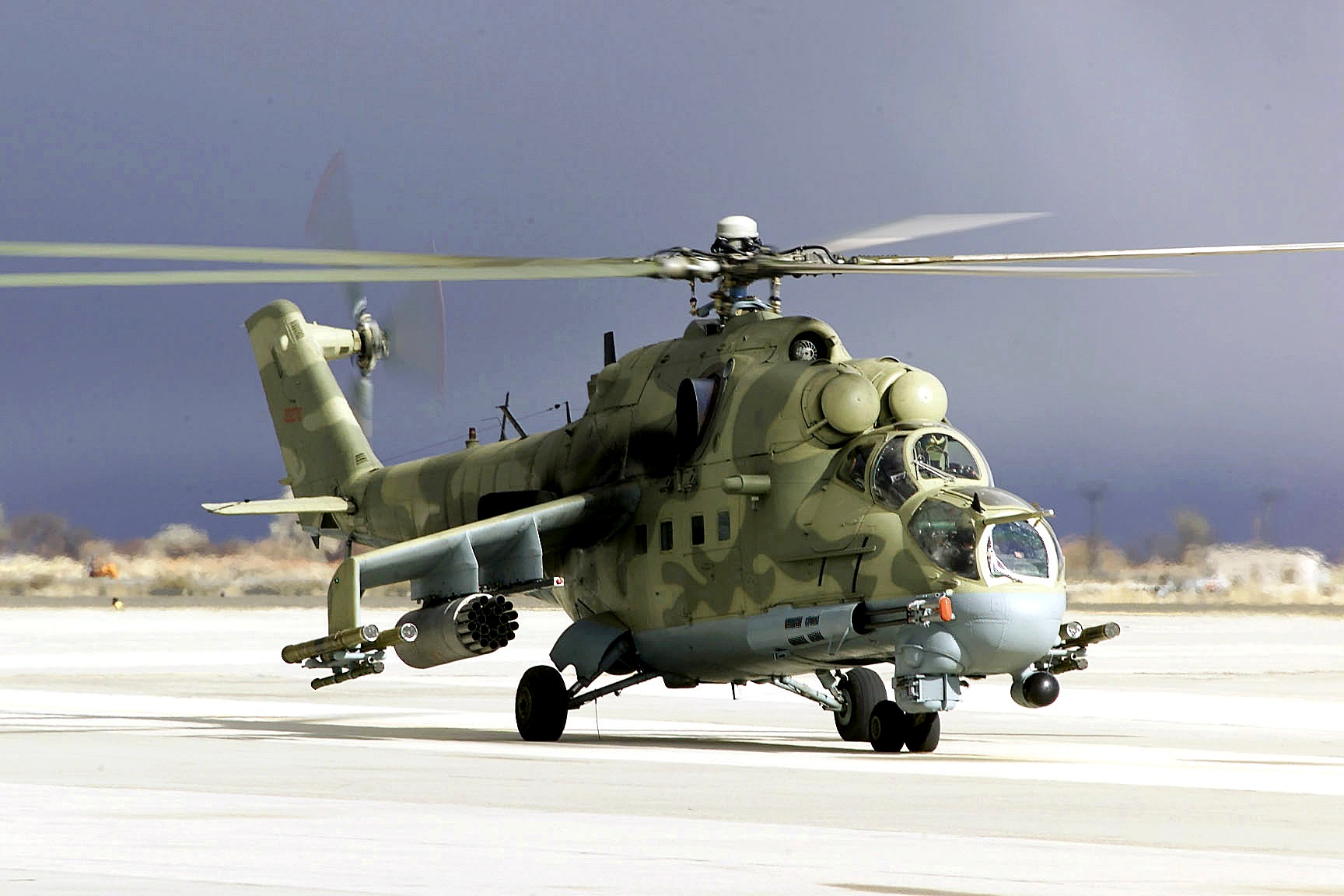
Вертоліт армійської авіації Мі-24

Позначка армійської авіації НАТО

Армі́йська авіа́ція — рід військ у складі сухопутних військ (Україна, США, Велика Британія) або складова частина військово-повітряних сил Збройних сил (колишній СРСР). У деяких країнах армійська авіація є складовою ВПС.
Призначена для дій в інтересах сухопутних військ: загальновійськових (танкових, аеромобільних) з'єднань, частин та підрозділів; виконує вогневі завдання, доручення з бойового та тилового забезпечення.
Містить у своєму складі авіаційні частини та підрозділи, які мають на озброєнні штурмові (ударні), розвідувальні, багатоцільові і транспортні вертольоти, іноді й літаки.

## Основні відомості
Спосіб застосування і тактика бойових вертольотів формулювалися безпосередньо на полі бою. Аналізуючи досвід використання вертольотів на навчаннях і маневрах, а також у локальних війнах останніх років, можна узагальнити коло завдань, які вирішує армійська авіація в бою:
1. Вогнева підтримка дій сухопутних військ;
2. Проведення аеромобільних операцій;
3. Проведення десантних операцій;
4. Доставлення підрозділам матеріально-технічних засобів;
5. Евакуація поранених;
6. Ведення розвідки;
7. Спостереження за полем бою;
8. Корегування вогню;
9. Лазерне підсвічування цілей;
10. Доставлення диверсійно-розвідувальних формувань;
11. Завдання самостійних ударів з повітря протитанковими ударними вертолітними групами;
12. Проведення самостійних рейдових дій в тилу супротивника;
13. Мінування місцевості;
14. Забезпечення безпеки польотів тактичної авіації (пошук і евакуація екіпажів збитих літаків);
15. Ведення радіоелектронної боротьби;
16. Забезпечення керування військами.

Основними вогневими завданнями є:
- завдавання ударів по військам супротивника;
- знищення (локалізація) його повітряних та аеромобільних десантів, рейдових, передових та інших загонів;
- висадка та підтримка з повітря своїх повітряних та аеромобільних десантів;
- ведення боротьби з вертольотами супротивника;
- знищення елементів зброї масового ураження та високоточної зброї, танків та іншої броньованої техніки, пунктів управління, вузлів зв'язку та складових інфраструктури противника.

## Тактика і особливості застосування
Особливістю армійської авіації, зокрема її характерної приналежності до сухопутних військ є її структура: полк-батальйон-рота — як це заведено у сухопутних військах.
Тактика дій частин і підрозділів армійської авіації залежить від бойової обстановки, що складається, і характеру завдань, які вертольотам треба вирішити. Вважається, що вони можуть діяти як складовий компонент тактичних груп (загальновійськових, вертолітних чи вертолітно-літакових) або ж придаватися бригадам (батальйонам). На думку іноземних військових спеціалістів, на період бойових дій вертолітні підрозділи найдоцільніше включати до складу загальновійськових тактичних груп. У результаті взаємного доповнення їх потенційні можливості використовуються найбільш ефективно. Наприклад, типова бригадна тактична група може складатися з бронетанкової (механізованої) бригади, протитанкового вертолітного батальйону і інших підрозділів. Батальйонна тактична група — з танкового (мотострілецького) батальйону, мотопіхотної (танкової) і протитанкової вертолітної рот. Наголошується, що максимальна бойова ефективність досягається при використанні вертолітних підрозділів, особливо вертольотів вогневої підтримки, побатальйонно. Найменшою організаційною одиницею армійської авіації, яка може вводитися до складу загальновійськової тактичної групи чи придаватися формуванням (тут: об'єднанням) інших родів військ, є вертолітна рота.
За досвідом навчань американських військ, штатні сили і засоби протитанкового вертолітного батальйону можуть застосовуватися трьома способами:
- шляхом одночасної дії;
- шляхом неперервної дії;
- шляхом поетапної дії на супротивника.

У першому випадку усі три протитанкові вертолітні роти батальйону одночасно розгортаються на визначених вогневих позиціях з метою зосередження максимально можливої вогневої потужності на певній ділянці.
У другому випадку — одна протитанкова вертолітна рота уражає намічені об'єкти супротивника, друга знаходиться на маршруті для завдання вогневого удару, третя — передових пунктах поповнення боєприпасами і пальним.
Третій спосіб передбачає послідовне нарощування вогневого впливу на супротивника: рота, що завдає удари по супротивнику, поетапно посилюється другою; після того, як боєприпаси чи пальне однієї з цих рот витрачені, у бойові дії вводиться третя рота.
Протитанкові вертолітні роти батальйону діють, здебільшого, як вертолітні тактичні групи. Така група (три розвідувальні і п'ять вертольотів вогневої підтримки) може вирішувати поставлені завдання у повному складі чи поділятися на дві групи (один-два розвідувальних і два-три вертольоти вогневої підтримки у кожній). За оцінками американського командування, в останньому випадку забезпечується можливість узгоджено завдавати раптових ударів по району цілі з двох напрямків. Окрім того, одночасні дії двох-трьох підгруп на вогневому рубежі можуть забезпечити ведення зосередженого протитанкового вогню на великій площі і супротивникові завдається значне ураження за короткий проміжок часу. Однак, за такої тактики дій суттєво зменшується можливість безперервного вогневого впливу, що пов'язано з необхідністю поповнення боєприпасів і пального, бо повторний вихід вертольотів на вогневий рубіж можливий через 40-60 хвилин. Цю проблему батальйонного масштабу вирішують застосуванням усієї бригади — таким чином, досягається безперервність ведення вогню; проте у цьому разі бойовий склад бригади наражається на імовірний опір супротивника, який може за цей час розібратися і підтягнути сили ППО чи застосувати власну авіацію.
Розгортання вертольотів вогневої підтримки для виконання бойових завдань, зазвичай має таку послідовність: політ у район очікування, установлення взаємодії з розвідувальними вертольотами, зайняття бойових позицій і отримання даних про цілі, виявлення і ураження об'єктів, зайняття запасних вогневих позицій чи повернення у район очікування. Чергуючись на позиціях, вертольоти вогневої підтримки піддають супротивника безперервному вогневому впливу. Західні спеціалісти вважають, що вертольоти мають діяти потайки і завдавати удари по супротивнику з якнайбільшої відстані ураження власних бортових систем зброї, знаходячись поза зоною дії його вогневих засобів.
У ході бойових дій розвідувальні вертольоти можуть застосовуватися для спостереження за полем бою і розвідки позицій супротивника, вибору необхідних бойових позицій і узгодження дій вертольотів вогневої підтримки, виклику і за потреби, корегування вогню з закритих вогневих позицій і ударів літаків тактичної авіації, прикриття вертольотів вогневої підтримки під час ураження ними цілей супротивника.
Особливості бойового застосування підрозділів армійської авіації у складі вертолітно-літакових груп зводяться до такого:
розвідувальні вертольоти уточнюють об'єкти ударів, після чого вертольоти вогневої підтримки у взаємодії з польовою артилерією знищують виявлені засоби ППО супротивника, а потім група штурмовиків А-10А завдає удари по визначеним цілям. Повторна атака вертольотів вогневої підтримки проводиться для повного виконання бойового завдання. За оцінками закордонних військових спеціалістів, ефективність спільних дій таких груп зростає удвічі-тричі, а втрати у вертольотах і літаках зменшується удвічі.

### Тактичні і розвідувальні групи
У зв'язку з реалізацією концепції «Боротьба з другими ешелонами (резервами)» найважливішим елементом оперативного шикування армійських корпусів (бойових порядків дивізій), які залучаються для здійснення рейдів, є повітряно-наземні тактичні (ПНТГр) і вертолітні рейдові групи (ВРГр), які застосовуються, головним чином для ураження танкових і мотопіхотних колон, виведення з ладу пунктів управління і об'єктів тилу у глибині оборони супротивника з метою перешкодити висуванню його військ, порушити і дезорганізувати систему управління, зв'язку і матеріально-технічного постачання.
Основна особливість ПНТГр — збалансована наявність у її складі мотопіхотних (танкових), розвідувальних підрозділів і частин, а також армійської авіації різного складу.
Створення таких груп зумовлюється появою тенденції інтеграції наземних і повітряних просторів бойових дій, що приведе до об'єднання повітряної і наземної складової бойового порядку дивізії й армійського корпусу (АК); а також зумовлюється наміром реалізувати новий спосіб уражання супротивника за схемою «своєчасна розвідка — негайне ураження» не лише розвідувально-ударними комплексами, а й бойовими діями військ.
До складу корпусної ПНТГр можуть входити: один-два мотопіхотних батальйони (МПБ) чи танкових батальйони (ТБ), розвідувальний батальйон ОБрКП (окремого бронекавалерійського полку), артилерійський дивізіон (АДН) 155 мм самохідних гаубиць (СГ), протитанковий вертолітний батальйон, вертолітно-розвідувальна рота і вертолітний батальйон загального призначення.
Дивізійна ПНТГр у своєму складі може мати МПБ(ТБ), адн 155 мм СГ, розвідувальну роту, розвідувально-вертолітну роту, роту протитанкових вертольотів і вертолітну роту загального призначення. Застосування ВНГр найімовірніше на етапах зближення (задля швидкого подолання смуги забезпечення, виходу до головної смуги оборони і випередження наших військ у її зайнятті), розвитку успіху (з проривом головної смуги оборони) і переслідуванням. Таким чином, ПНТГр будуть створюватися у міру необхідності і лише у певні етапи операції (бою). Глибина дій цих формувань буде визначатися маневреними можливостями підрозділів армійської авіації і складати 30-50 км. Порядок застосування ПНТГр буде полягати у веденні розвідки наземними розвідувальними засобами, що входять до складу групи. Із виявленням об'єкта супротивника МПБ(ТБ) висуваються до нього, і за підтримки артилерії і бойових вертольотів атакує його, взаємодіючи з десантом, висадженим у тилу об'єкта.
До складу ПРГр, залежно від їх призначення (вирішуваних завдань) може входити від однієї протитанкової вертолітної ударної групи (ПТВУГр) до протитанкового вертолітного батальйону. ПТУВГр так само можуть бути різними за складом, у якому має враховуватися оптимальне співвідношення розвідувальних і протитанкових вертольотів. Ураховуючи, що більша частина армійської авіації корпусів і дивізій буде залучена для забезпечення висадки повітряних десантів, дій у складі тактичних аеромобільних груп (ТАМГр) і як протитанковий резерв (ПТРез), а також засіб вогневої підтримки військ 1-го ешелону, можна передбачити, що для рейдових дій буде виділено:
- до бригад армійської авіації АК США — один-два ПТВБ;
- до бригад армійської авіації дивізії — не більше ПТВР;
- до АК Німеччини — до двох-трьох ПТВВ;
- до ОБрКП — до двох ПТВР і трьох РВР.

У ході ведення бою ВРГр можуть застосовуватися для завдання ударів по другим ешелонам (резервам), що висуваються на позиції; по пунктам керування і іншим важливим об'єктам. Значний ефект від застосування таких формувань, очікується досягнути під час завдання ударів по супротивнику котрий відступає — під час його переслідування і оточення.
На відміну від ПНТГр, ВРГр можуть бути застосовані майже у будь-який проміжок бою після того, як будуть виявлені слабко прикриті у протиповітряному відношення ділянки, при цьому глибина їх проникнення на територію супротивника може сягати 40-45 км, а тривалість дій — до 2-х годин.
Основним способом дій вертолітних рейдових груп вважається завдання вогневого удару із засад на максимальній дальності по рухомим танковим і мотострілецьким підрозділам поза укриттями. Передбачається також широке застосування вертолітних засобів РЕБ задля дезорганізації роботи систем керування.
Рейди вертолітних загонів передбачається здійснювати з передових пунктів поповнення боєприпасами і ГЗМ, які розташовуються за 17-25 км від переднього краю. Вихід у тил супротивника заплановано проводити на мінімальних висотах бриючого польоту, а в районах підвищеної небезпеки — на гранично-малих висотах.

### Армійська авіація в аеромобільних (аероштурмових) операціях
Аеромобільні (аероштурмові) операції —це високоманеврений вид бойових дій, під час яких з'єднання, частини і підрозділи з легким озброєнням вирушають для виконання поставлених завдань в район бойових дій повітрям вертольотами, а також здійснюють повітряний маневр і всередині самого району дій. Основу аеромобільних дій складає пересування повітрям; поєднується це пересування із рішучими діями на землі. Основна мета аеромобільних операцій полягає у знищенні сил супротивника в певному районі шляхом завдання стрімких ударів по його флангу і тилу.
Аеромобільні війська залучаються для ведення розвідки, здійснення охорони і прикриття військ. Вони можуть вести боротьбу з резервами і танковими угрупуваннями, проводити рейди в тилу противника, вести хибні й демонстративні дії, сприяти наземним військам у форсуванні річок, переслідуванні, оточенні і знищенні супротивника, що відступає. Військові теоретики НАТО наголошують, що аеромобільні війська найефективніші при зближенні з супротивником, розвитку успіху і в ході переслідування, в зустрічному бою і для захоплення плацдармів на водних рубежах. Тактичні аеромобільні групи (ТАМГр) можуть бути бригадними, батальйонними, ротними, а іноді й взводними.
До бригадної ТАМГр, окрім аеромобільних батальйонів, залучаються доданий до них розвідувальний батальйон (рота), артдивізіон (батарея) 105 або 155 мм гаубиць, саперний батальйон (рота), підрозділи зв'язку, медичні, транспортні та тилові підрозділи. Для підвищення можливостей аеромобільних десантів до складу ТАМГр приєднуються вертольоти з системами мінування, і радіоелектронного пригнічення. Протитанкові вертолітні підрозділи до складу ТАМГр не долучаються, а діють, переважно, самостійно у взаємодії з ними і наземними військами, ведучи боротьбу з танковими і механізованими угрупуваннями супротивника.
Базуючись на досвіді війни у В'єтнамі, найширше застосування знайшли батальйонні групи, створювані на базі аеромобільного батальйону із залученням до їх складу аеромобільного розвідувального взводу (роти), артилерійської батареї, саперної роти (взводу), підрозділів зв'язку, тилу і військової поліції. Для одночасної висадки, такій групі потрібно 145–160 вертольотів різного призначення. Якщо вертольотів недостатньо, то група може перекидатися 30-50 вертольотами за 3-5 рейсів.
Ротні ТАМГр створюються для проведення рейдів, розвідки боєм, для здійснення оманливих дій і виконання завдань в інтересах бригад першого ешелону. Склад ротних ТАМГр: аеромобільна рота, рота транспортно-десантних вертольотів і взвод (рота) бойових вертольотів, артилерійська група (розміром до артилерійської батареї), аеромобільний розвідувальний і саперний взводи, підрозділи тилу.
Взводні ТАМГр створюються для дій як патрулі далекої розвідки.
За характером дій військ аеромобільні операції можна поділити на п'ять етапів:
- підготовка;
- зосередження ТАМГр в районах завантаження і власне, завантаження;
- транспортування на вертольотах в район висадки;
- висадка ТАМГр; — бойові дії в районі операції;
- відхід і евакуація або перекидання групи в інший район дій.

Кожній батальйонної групі призначається свій район висадки (2х2 км), який поділяється на сектори із зазначенням меж кожній роті. У межах сектора вибираються основні та запасні зони висадки, а всередині них — посадкові майданчики.
Висота польоту — від найменш можливої до 1000 м. Середня швидкість польоту колони 160–180 км/год, глибина батальйонної колони 6-8 км. Зліт вертольотів з посадкових майданчиків здійснюється найчастіше ланками, а переліт — групами по 10-30 машин, тимчасові інтервали між ними — у межах 1 хвилини. Прикриття в повітрі забезпечується тактичною авіацією, розвідувальними та бойовими вертольотами, вогнем польової артилерії.
Для десантування та ведення бою бригадні ТАМГр поділяються на батальйонні групи, а батальйонні і ротні на штурмовий, наступний (що підтримує штурмовий) і тиловий ешелони.
У будь-якому разі, бойові вертольоти починають вести вогонь за 2-3 хвилини до висадки штурмового ешелону, в період висадки і в ході бою після висадки.
З досвіду війни у В'єтнамі, на висадку одного вертольота витрачалося до 3-х хвилин, роти — 10-15 хвилин, розвантаження та приведення до бойового стану гармат — до 5 хвилин, а на перекидання всієї батальйонної ТАМГр у середньому витрачалося до 6 годин. Транспортні вертольоти після висадки десанту розташовуються в районі, віддаленому від об'єкта атаки в межах 5 хвилин польоту (10-15 км).
Одним із найважливіших видів дій аеромобільних військ уважається рейд, який проводиться у різних видах бою задля знищення різних об'єктів у тилу супротивника, захоплення полонених, зразків зброї і виконання інших заадань.
ТАМГр веде бойові дії в такій послідовності: — захоплення об'єкта; — організація оборони; — розвиток успіху і його закріплення; — потім, залежно від поставленого завдання — відхід і евакуація з поля бою.
Після захоплення зон висадки частина підрозділів штурмового ешелону займає кругову оборону і забезпечує зустріч решти ешелонів, а головні сили висуваються на вихідні рубежі, атакують намічений об'єкт і заволодівають ним. Ешелон посилення групи висаджується негайно за штурмовим ешелоном — і закріплює досягнутий успіх.
Залежно від обстановки та обраного виду маневру, застосовуються два способи висадки та атаки об'єктів: — висадка безпосередньо на об'єкт атаки (поблизу від нього) і негайна атака; — або висадка на певному віддаленні від об'єкта, який заплановано піддати атаці; збір, зосередження, можливе перегрупування — і вже потім атака.
Один з цих варіантів може бути основним, інший — запасним.
Організувавши оборону і утримавши захоплений рубіж, ТАМГр зможе розвивати успіх, захоплюючи наступні об'єкти шляхом наземного маневру або повторного переміщення і висадки з вертольотів. Надалі, група евакуюється з поля бою на вертольотах або з'єднується зі своїми військами.

## Підсумки
Таким чином на основі підрозділів армійської авіації можуть створюватися такі складові бойового порядку:
- Протитанкові ударні вертольоти групи;
- Протитанкові резерви бригад, дивізій і армійських корпусів;
- Вертолітні рейдові групи;
- Повітряно-наземні тактичні групи;
- Аеромобільні і повітряні десанти;
- Вертолітно-літакові ударні групи.

Досвід локальних війн і навчань НАТО показує, що хоча тактика дій і виконувані армійською авіацією завдання можуть бути різними, — в основі її бойового застосування повинно лежати головне правило:
Атакувати завжди раптово і завдавати удару одночасно з декількох напрямків, з'являтися в зоні виявлення не більше, ніж на 50 секунд.
Для його виконання треба, щоби райони зосередження та вичікувальні, основні позиції й запасні, ретельно вибиралися і готувалися. Так, район зосередження може бути віддалений від лінії зіткнення сторін на 50-70 км і призначатися для підготовки вертольотів до виконання бойового завдання, їх технічного обслуговування та ремонту, поповнення запасів матеріальних засобів.
Район очікування обирається на маршрутах польоту вертольотів до переднього краю для їх збору та прихованого вильоту на бойові позиції і вогневі рубежі. Вертольоти, переважно, знаходяться в такому районі в режимі зависання. Передові пункти визначаються для кожної протитанкової вертолітної роти на видаленні 20-25 км від лінії зіткнення сторін і використовуються для поповнення боєзапасу і заправки вертольотів пальним. Вогневі рубежі можуть намічатися на відстані 3-10 км від цілі або об'єкта, в межах яких вказуються бойові позиції вертольотів. Такі позиції вертольоти захоплюють завчасно або в ході бою з таким розрахунком, щоби досягалися: 
— раптовість атаки; 
— достатній сектор обстрілу; 
— гранична дальність ведення вогню; 
— прихованість перельоту на інші позиції.
У разі дій із засідок, вертольоти можуть завдавати удари в режимі зависання з підходом до цілей на граничну дальність ураження. В інших випадках атака може проводитися за інших режимів польоту.
У період бою вертольоти зможуть здійснювати горизонтальний політ на малих і гранично малих висотах з огинанням рельєфу місцевості або з використанням захисних її властивостей. Швидкість і висота змінюються залежно від положення супротивника, погоди і умов місцевості. Горизонтальний політ на висоті близько 15 м здійснюється під час висунення вертолітних підрозділів з глибини і маневру в межах тилових районів в своїх військ. Наближаючись до тилової межі дивізій першого ешелону, вертольоти переходять на режим польоту з огинанням рельєфу місцевості, що ускладнює їх виявлення радіолокаційними засобами. Маршрути обираються між підвищеннями і лісовими масивами, вздовж річок і по долинам. Над бойовими порядками бригад (батальйонів) першого ешелону і перед фронтом власних військ, польоти виконуються на висоті 3-5 метрів.